# Siphanta glauca
Siphanta glauca är en insektsart som beskrevs av Fletcher 1985. Siphanta glauca ingår i släktet Siphanta och familjen Flatidae. Inga underarter finns listade i Catalogue of Life.